# Noyelles-lès-Humières
Noyelles-lès-Humières település Franciaországban, Pas-de-Calais megyében. Lakosainak száma 57 fő (2022. január 1.). Noyelles-lès-Humières Éclimeux, Humières, Neulette és Willeman községekkel határos.

## Népesség
A település népességének változása:
| Lakosok száma | 120  | 107  | 105  | 108  | 77   | 71   | 68   | 59   | 53   | 57   |
|               | 1793 | 1836 | 1866 | 1891 | 1926 | 1962 | 2006 | 2011 | 2017 | 2022 |